# Język słowianoserbski
Język słowianoserbski (славяносербскій, serb. славеносрпски) – język literacki używany na przełomie XVIII i XIX wieku przez wykształcone warstwy mieszczańskie w Wojwodinie oraz przez serbską diasporę w innych częściach monarchii habsburskiej. Język ten stanowił mieszankę cech dialektów serbskich oraz literackiego języka cerkiewnosłowiańskiego w redakcji ruskiej.
Oto przykładowe zdanie ze „Słowianoserbskiego czasopisma” (Славеносербски магазин): Ves’ma by meni priskorbno bylo, ako bi ja kadgod čuo, čto ty, moj syne, upao u pyanstvo, roskoš', bezčinie, i nepotrebnoe žitie. Pojawiają się tu formy charakterystyczne dla języka rosyjskiego, np. używanie słowa čto zamiast serbskiego što, pisanie roskoš'  zamiast raskoš i oni mogut’  zamiast oni mogu itp.